# Pinball Dreams
Pinball Dreams — симулятор пинбола, разработанный шведской студией Digital Illusions в 1992 году для компьютеров Amiga. Впоследствии игра была портирована на другие платформы. Pinball Dreams была первой коммерческой игрой от Digital Illusions (до этого студия участвовала в демосцене под названием The Silents). Игра породила серию, включающую как и сиквелы от самих Digital Illusions (Pinball Fantasies, Pinball Illusions), так и от стороних студий.

## Геймплей
Игра представляет собой симулятор пинбольного стола. Игроку даётся на выбор четыре стола, каждый со своим оформлением и строением.
- Ignition — посвящён запуску космического корабля и исследованию космоса.
- Steel Wheel — посвящён дикому западу и паровозам.
- Beat Box — посвящён хип-хоп индустрии.
- Nightmare — посвящён призракам и прочим монстрам. В некоторых версиях известен как Graveyard.

Как и в многочисленных настоящих пинбольных столах игроку даётся три попытки набрать максимальное число очков, используя перемещающийся по полю шарик. Все столы были задуманы с возможностью воссоздания их в реальной жизни, а физика шарика схожа с настоящей.